# 呂号第四潜水艦
|          | |
| 艦歴     | |
| 計画     | 大正6年度計画                                                                                         |
| 起工     | 1919年12月22日                                                                                        |
| 進水     | 1921年6月22日                                                                                         |
| 就役     | 1922年5月5日                                                                                          |
| 除籍     | 1932年4月1日                                                                                          |
| その後   | 1933年12月15日雑役船編入、橋船に指定、公称第3021号と改名 終戦時、黄埔江上海港務部前の桟橋として使用中 |
| 性能諸元 | |
| 排水量   | 基準：689トン 常備：740トン 水中：1,047トン                                                           |
| 全長     | 65.58m                                                                                                |
| 全幅     | 6.07m                                                                                                 |
| 吃水     | 4.04m                                                                                                 |
| 機関     | フィアット式ディーゼル2基2軸 水上：2,600馬力 水中：1,200馬力                                          |
| 速力     | 水上：14.27kt 水中：8.01kt                                                                            |
| 航続距離 | 水上：10ktで3,500海里 水中：4ktで75海里                                                               |
| 燃料     | 重油                                                                                                  |
| 乗員     | 43名                                                                                                  |
| 兵装     | 機銃1挺 45cm魚雷発射管 艦首3門、艦尾2門 魚雷8本                                                       |
| 備考     | 安全潜航深度：30.5m                                                                                   |

呂号第四潜水艦（ろごうだいよんせんすいかん）は、日本海軍の潜水艦。呂三型潜水艦（F2型）の2番艦。竣工時の艦名は第三十二潜水艦。

## 艦歴
1919年（大正8年）12月22日、神戸川崎造船所で起工。1921年（大正10年）6月22日進水。1922年（大正11年）5月5日竣工。竣工時の艦名は第三十二潜水艦、二等潜水艦に類別。1924年（大正13年）11月1日、呂号第四潜水艦に改称。1932年（昭和7年）4月1日に除籍。
1933年（昭和8年）12月15日、雑役船に編入され、橋船となり公称第3021号と改名。終戦時、黄埔江上海港務部前の桟橋として使用していた。
呂一型潜水艦よりも速力が3ノット低下し、艦隊に随伴する能力がないと判断され、鎮守府の警備艦として使用された。

## 歴代艦長
※艦長等は『日本海軍史』第9巻・第10巻の「将官履歴」及び『官報』に基づく。

### 艤装員長
- （心得）樋口修一郎 大尉：1921年7月1日 - 1922年1月10日
- （心得）高塚省吾 大尉：1922年1月10日 - 1922年5月5日[4]

### 艦長
- （心得）高塚省吾 大尉：1922年5月5日[4] - 1923年12月1日
- （心得）三輪茂義 大尉：不詳 - 1922年12月1日[5]
- （心得）森野草六郎 大尉：1923年12月1日 - 1924年5月30日
- （心得）大橋龍男 大尉：1924年5月30日 - 1925年12月1日
- 林清亮 大尉：1925年12月1日[6] - 1927年1月10日[7]